# Tournée de l'équipe d'Angleterre de rugby à XV en 1988
La tournée de l'équipe d'Angleterre de rugby à XV de 1988 se déroule en en Australie et aux Fidji en mai et juin 1988.
L'équipe anglaise joue neuf matchs, dont trois test matchs : deux contre l'équipe d'Australie et un contre les Fidji. Elle perd les deux test matchs contre l'Australie, mais gagne tous les autres.

## La tournée

### Les joueurs
| Entraîneur | Entraîneur             | Geoff Cooke Assistants : Alan Davies and David Robinson                                                    |
| Avants     | Pilier                 | Gareth Chilcott (Bath, 9), Gary Pearce (Northampton, 34), Jeff Probyn (Wasps, 5), Paul Rendall (Wasps, 15) |
| Avants     | Talonneur              | Graham Dawe (Bath, 4), Brian Moore (Nottingham, 9)                                                         |
| Avants     | Deuxième ligne         | Wade Dooley (Preston Grasshoppers, 20), John Orwin (Bedford, 12, ), Nigel Redman (Bath, 7)                 |
| Avants     | Troisième ligne aile   | Gary Rees (Nottingham, 14), Andy Robinson (Wasps, 0), Mickey Skinner (Harlequins, 5 capes)                 |
| Avants     | Troisième ligne centre | Dave Egerton (Bath, 1), Dean Richards (Leicester, 11)                                                      |
| Arrières   | Demi de mêlée          | Richard Harding (Bristol, 9), Simon Robson (Moseley, 0)                                                    |
| Arrières   | Demi d'ouverture       | Rob Andrew (Wasps, 17), Stuart Barnes (Bath, 7)                                                            |
| Arrières   | Centre                 | Bryan Barley (Wakefield RFC, 4), John Buckton (en) (Saracens, 0), Simon Halliday (Bath, 6),                |
| Arrières   | Ailier                 | John Bentley (Sale, 1), Barry Evans (Leicester, 0), Rory Underwood (Leicester, 24)                         |
| Arrières   | Arrière                | Ray Adamson (Wakefield RFC, 0), Jonathan Webb (Bristol, 9)                                                 |

Réserve :
- Will Carling (Harlequins, 5 capes)
- Tim Buttimore (Leicester, non capé)

### Les matchs
| Date          | Lieu                           | Hôte                            | Score   | Tournée    |
| ------------- | ------------------------------ | ------------------------------- | ------- | ---------- |
| 17 mai 1988   | Quarry Hill Rugby Park, Mackay | Queensland Country Heelers (en) | 7 - 39  | England XV |
| 22 mai 1988   | Ballymore Stadium, Brisbane    | Queensland                      | 18 - 22 | England XV |
| 25 mai 1988   | Gold Park, Toowoomba           | Queensland « B »                | 7 - 19  | England XV |
| 29 mai 1988   | Ballymore Stadium, Brisbane    | Australie                       | 22 - 16 | Angleterre |
| 1er juin 1988 | Hindmarsh Stadium, Adélaïde    | South Australia Invitation XV   | 10 - 37 | England XV |
| 5 juin 1988   | Concord Oval (en), Sydney      | New South Wales                 | 12 - 23 | England XV |
| 8 juin 1988   | Brandon Park (en), Wollongong  | New South Wales « B »           | 9 - 25  | England XV |
| 12 juin 1988  | Concord Oval (en), Sydney      | Australie                       | 28 - 8  | Angleterre |
| 16 juin 1988  | National Stadium, Suva         | Fidji                           | 12 - 25 | Angleterre |